# Хавасупай

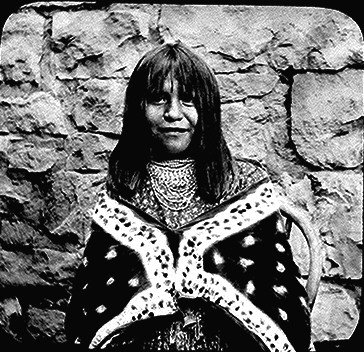
Хавасупайская девушка, около 1900 г.

Хавасупай, хавасупаи, самоназвание хавасубая, Havasu ’Baaja («люди воды бирюзового цвета») — индейское племя, проживающее в северо-западной части штата Аризона. Племя известно тем, что является наиболее давним из современных обитателей Гранд-Каньона, где оно живёт уже свыше 800 лет.

## Племя как административная единица

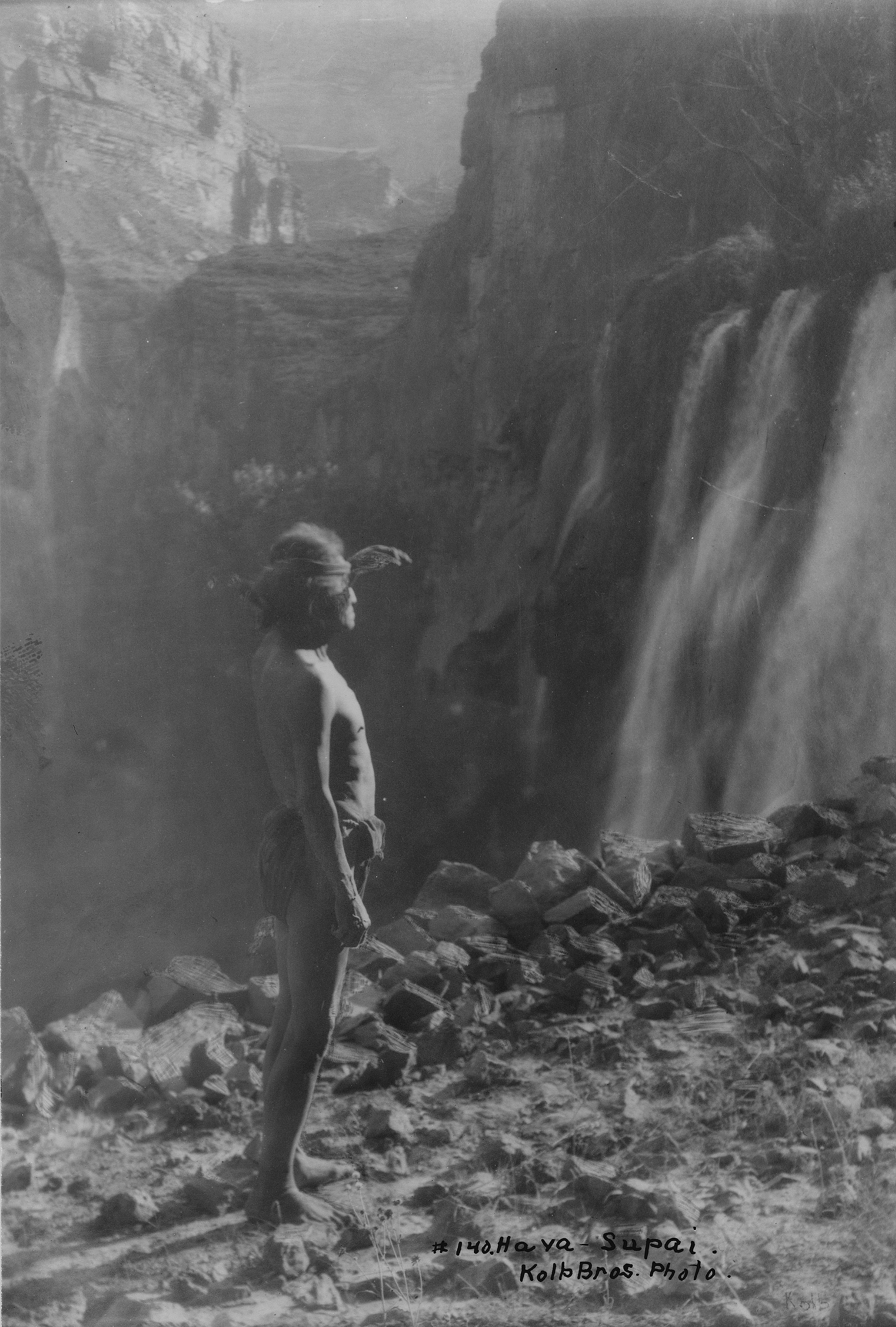
Индеец-хавасупай перед водопадом Хавасу-Фолс (1911)

Племя хавасупай проживает на своих землях в течение свыше 800 лет. До того, как почти все исконные земли отобрало у них правительство США в 1880-х годах под шахты, рудники и национальный парк Гранд-Каньон, по образу жизни они были сезонными кочевниками, проводя лето и весну, занимаясь земледелием в каньоне, а зиму и осень — охотой на плато. В 1882 г. правительство США образовало Индейскую резервацию Хавасупай площадью всего 2,1 км² на территории каньона. В течение 93 лет их передвижение было ограничено рамками резервации, что привело к переориентации племенной экономики на сельское хозяйство и доходы от туризма. В 1975 году, после долгих лет судебных разбирательств, инициированных племенем, правительство США возвратило племени хавасупай 750 км² земли. Согласно переписи 2000 г., племя состоит из 639 членов, и ещё около 200 человек претендуют на хавасупайское происхождение.
Племенем управляет Племенной совет, который избирают члены племени путём демократического голосования. Вопросы обеспечения правопорядка на территории резервации находятся в ведении федерального Бюро по делам индейцев, а федеральная Служба здравоохранения индейцев обеспечивает медицинские услуги. Племя является крупнейшим работодателем для своих членов; часть рабочих мест обеспечивается за счёт федеральных программ, часть — за счёт туристического бизнеса.
Каждые два года избирается племенной совет из 7 человек.

## Язык
Язык хавасупай представляет собой диалект горного юманского языка, на котором говорят менее 600 человек в резервации Хавасупай в Гранд-Каньоне. Это единственный индейский язык в США, на котором говорят 100 % его народа. Хавасупайский язык весьма сходен с языком племени валапай, несмотря на многочисленные культурные различия между этими двумя племенами (Kendall 1983:5), и в меньшей степени похож на язык племени явапай. Марианна Митун опубликовала грамматику, словари и тексты на языке хавасупай (Mithun 1999:578).

## Достопримечательности
Территория проживания племени отличается великолепными водопадами, благодаря чему она стала местом туристического паломничества. Ещё одной достопримечательностью является Ранчо-призрак (en:Phantom Ranch).
Интерес представляет также то, что местная почта до сих пор развозится на муле.